# Filippo Macchi
Filippo Macchi, född 19 september 2001 i Pontedera, är en italiensk fäktare.
Vid OS 2024 tog Macchi silver i florett. Han ingick även i det italienska laget som tog silver i florett.